# Сюй, Барби
Ба́рби Сюй (кит. трад. 徐熙媛, пиньинь Xú Xīyuán, палл. Сюй Сиюань; 6 октября 1976, Тайбэй — 2 февраля 2025, Япония) — тайваньская актриса и певица. За свою карьеру, которая длилась с 1996 года, она сыграла более чем в 20-ти фильмах и телесериалах. Является бывшей участницей музыкальной группы «S.O.S.», в состав которой она входила вместе со своей младшей сестрой Ди Сюй (род. 1978).

## Личная жизнь
Барби была замужем с 16 ноября 2010 года за Ваном Сяофэй. У супругов есть дочь (род. 24.04.2014) и сын (род. 14.05.2016).

### Смерть
29 января 2025 года Сюй отправилась в Японию во время празднования тайваньского Нового года по лунному календарю и умерла 2 февраля (в 7 утра по японскому времени) в возрасте 48 лет от пневмонии, вызванной осложнениями гриппа.